# Близнец, Виктор Семёнович
Виктор Семёнович Близнец (укр. Віктор Семенович Близнець; 10 апреля 1933, Владимировка — 2 апреля 1981, Киев) — украинский советский писатель

-прозаик, журналист.

## Биография
Родился Виктор Близнец в селе Владимировка (ныне — в Кропивницком районе Кировоградской области) в крестьянской семье. По окончании десятилетки, в 1952 году, Виктор Близнец отправился в Киев и успешно сдал экзамены на факультет журналистики Киевского университета имени Т. Г. Шевченко. Его однокурсниками и друзьями были Василий Симоненко, Тамара Коломиец, Ю.Ячейкин и другие будущие писатели. После окончания университета, в 1957 году, работал по специальности в различных газетах и журналах. В частности, был корреспондентом «Комсомольской правды», заведующим отделом газеты «Комсомольское знамя», заведующим отделом школьной жизни журнала «Пионерия», заместителем главного редактора издательства «Молодёжь».
Пребывание в творческом и интеллектуальном среде и работа редактором издательств побудила Виктора Близнеца к творческим попыткам. Ещё с детства его манила литература и он решился попробовать что-то самостоятельно написать. Это стало определяющим в его дальнейшей жизни. Впоследствии он положил на бумагу свои переживания, воспоминания и мечты — вышла у него подборка рассказов, которая больше годилась для детской аудитории. В 1959 году появилась на свет и первая книга Виктора Близнеца — сборник рассказов «Ойойкове гнездо», вышедшая в 1963 году. Выход первого сборника вдохновил автора на большие творческие свершения — какими стала повесть воспоминаний «Паруса над степью», в которой он отразил картины из своего прошлого. А уже следующая книга Близнеца — повесть «Звук паутинки» (1970) заставила критику говорить об авторе, как об одном из самых ярких детских писателей Украины.
Незадолго до своей смерти Виктор Семёнович перевёл на современный украинский язык летопись «Повесть временных лет». В издательстве «Радуга» она вышла с гравюрами художника Георгия Якутовича. Весной 1981 года Близнец покончил с собой за неделю до своего 48 дня рождения. Похоронен на Байковом кладбище Киева.
В 1988 году Виктору Близнецу посмертно было присвоено звание лауреата литературной премии имени Леси Украинки, а в 2003 году Международным образовательным фондом имени Ярослава Мудрого основана Литературная премия «Звук паутинки» имени Виктора Близнеца.

## Основные произведения

### Роман
- Підземні барикади (рус. Подземные баррикады)

### Повести
- Вибух (рус. Взрыв)
- Древляни (рус. Древляне)
- Женя і Синько (рус. Женя и Синько)
- Звук павутинки (рус. Звук паутинки)
- Земля світлячків (рус. Земля светлячков)
- Землянка (рус. Землянка)
- Мовчун (рус. Молчун)
- Партизанська гармата
- Паруси над степом
- Птиця помсти Сімург
- Старий дзвоник (рус. Старый колокольчик)
- Хлопчик і тінь